# Luigi Martini (presbitero)
Luigi Martini (Sustinente, 7 agosto 1803 – Mantova, 19 agosto 1877) è stato un presbitero italiano, fu rettore del seminario e vicario capitolare di Mantova. Confortatore dei Martiri di Belfiore, traspose questa drammatica esperienza nel Confortatorio di Mantova pubblicato nel 1867.

## Biografia
Luigi Martini nacque a Sustinente presso Villa Guerrieri Gonzaga il 7 agosto 1803 dal Fattore Pietro Martini, il quale da giovane intraprese la carriera ecclesiastica: dopo le scuole elementari entrò nel seminario di Mantova e  fu ordinato sacerdote dal Vescovo di Mantova il 1º gennaio 1828. Dopo una breve esperienza da curato a Sacchetta di Sustinente, fu parroco di Levata di Curtatone dal 1830 al 1843. In quegli anni fu legato alle attività del seminario mantovano dove in anni diversi fu vice rettore, direttore spirituale e docente di dogmatica.
Parroco di Ostiglia fino al 1849, Martini fu nominato rettore del seminario di Mantova nel 1848 dall'appena insediato vescovo, Giovanni Corti. Introdusse riforme che propugnavano rapporti meno gerarchici tra docenti e allievi. La presenza contemporanea tra la classe docente di preti come Giuseppe Pezzarossa, Ferdinando Bosio, Enrico Tazzoli e lo stesso Martini suscitò critiche da quella parte della società cittadina meno liberale e più legata al potere temporale della Chiesa e all'ordine sociale imposto dall'Austria. Le accuse di collusione con le idee liberali ebbero una conferma dagli arresti di numerosi uomini di chiesa legati alla cospirazione mazziniana capeggiata da don Enrico Tazzoli.
Martini che comunque si mantenne sempre estraneo alla cospirazione politica anti austriaca, fu incaricato da Mons. Corti di assistere spiritualmente i condannati a morte nei giorni precedenti l'impiccagione nella valletta di Belfiore. Ancor più tragica fu questa sua esperienza poiché furono ben tre i sacerdoti tra i Martiri di Belfiore: Giovanni Grioli, Enrico Tazzoli e Bartolomeo Grazioli. Quando Mantova fu unita al Regno d'Italia, Martini poté dare alle stampe la sua opera più famosa e più nobile, Il Confortatorio di Mantova negli anni 1851,52,53 e 55, testimonianza degli ultimi giorni di vita dei martiri che da Luigi Martini trovarono conforto spirituale nell'attesa della morte, e trovarono la voce che avrebbe reso indelebile la memoria del loro nobile operato perfettamente conciliabile con i sentimenti religiosi che avevano permeato la loro vita. Con tale scritto Martini si propose di rappresentare un autentico martirio cristiano e patriottico, così come infatti lo immaginava la memoria collettiva cittadina e nazionale.
In seguito all'intervento austriaco Martini fu allontanato dalla guida del seminario. Ritornò ad esserne rettore nel 1859. Nel frattempo, dal 1854, fu parroco della cattedrale di Mantova. Alla morte del vescovo Corti, Martini ricoprì l'incarico di vicario capitolare per più di due anni, di fatto svolgendo le funzioni vescovili fino alla nomina dell'intransigente vescovo Pietro Rota. Le critiche ricorrenti all'operato della classe docente seminarista sospettata di favorire il connubio tra cattolicesimo e liberalismo, nel 1871 portarono alla fine del rettorato di Martini e alla chiusura del seminario di Mantova. Pur tuttavia nel 1875 il Re d'Italia lo nominò abate della Basilica Palatina di Santa Barbara, non soggetta all'autorità della diocesi. Alla morte, come da sua espressa volontà, fu sepolto nel cimitero di Levata e San Silvestro di Curtatone.

## Opere
- Il seminarista, I-VI, 1843-45, Mantova.
- Il buon contadino, 1856, Mantova.
- Il Confortatorio di Mantova negli anni 1851,52,53 e 55, 1867, Tipografia Benvenuti, Mantova.